# Javoříčko (Luká)
Javoříčko (něm. Jaworitsch) je část obce Luká na Litovelsku, poblíž Bouzova, asi 1 km od Javoříčských jeskyní. Současné osídlení je pozůstatkem osady, kterou 5. května 1945 srovnalo se zemí komando SS pro zvláštní použití poručíka Egona Lüdemanna .

## Historie
První písemná zmínka o Javoříčku pochází z roku 1348. V průběhu své existence několikrát změnila své jméno, byla nazývána například Javorica, Javorov nebo Javoří (Jaworzie, Jaborzi). Nedaleko Javoříčka stával kdysi hrad Špránek, ten společně s Javoříčkem vystřídal několik majitelů. Dále pak v letech 1464–1538 patřila vesnice panství v Bílé Lhotě.
Roku 1875 zde byla založena obecná škola jak pro Javoříčko, tak pro obce Březina a Veselíčko. V roce 1928 začala stavba silnice Slavětín – Javoříčko – Střemeníčko a v obci byla zavedena elektřina. 15. května 1939 byly pro veřejnost otevřeny Javoříčské jeskyně. Téhož roku byla též postavena silnice mezi Javoříčkem a Veselíčkem.
Současné malé osídlení je pozůstatkem velké osady, kterou 5. května 1945 srovnalo se zemí komando SS pro zvláštní použití poručíka Egona Lüdemanna v počtu asi 30 osob z nedalekého hradu Bouzov, vzdáleného asi hodinu chůze. Na akci se podílela také jednotka Schutzpolizei z Litovle. 

### Motiv vypálení
Motiv není dodnes zcela jasný, důvodem pro vypálení obce a povraždění téměř všech mužských obyvatel mohlo být krátké bojové střetnutí s partyzánskou skupinou Jermak-Fursenko z předchozího dne a podezření (podezření bylo pravdivé), že ruští partyzáni mají právě v této obci svou základnu. Pravděpodobněji jiným důvodem mohla být pomsta za dřívější vraždu Hildy Viktorinové a jejích dětí Hannelore a Manfreda na hájovně poblíž Javoříčka. Tu po půlnoci dne 10. dubna 1945 spáchal člen partyzánské skupiny Jermak-Fursenko Grigorij Semjonovič Litviško, který ve značně opilém stavu Hildu Viktorinovou obvinil, že je jako Němka zradila, ačkoli jim sama nabídla pomoc a několik měsíců je skrývala na hájovně. Manžel Hildy Victorinové pan Othmar Victorin nebyl doma, protože byl v hodnosti Oberscharführer (šikovatel) u jednotky SS v Německu. 
Někteří proto viní z tragédie v Javoříčku partyzány ze skupiny Jermak-Fursenko pro jejich nezodpovědné chování a vyprovokování Němců. Po komunistickém převratu v roce 1948 komunistická propaganda začala vykládat partyzány bez dalšího jako hrdiny, což jen prohlubuje současné kontroverze kolem nich.

### Vypálení obce
Vesnice byla obklíčena kolem osmé hodiny ráno, hospodářská stavení byla vyrabována a vojáci pomocí pancéřových pěstí a fosforových granátů postupně zapálili všechny budovy kromě kapličky, školy, jednoho domu na samotě Klepáry a jedné stodoly. Přitom také popravili všechny muže starší 15 let, které dopadli. Ti, co tou dobou byli mimo vesnici, si zachránili život. Zastřelili celkem 38 mužů, naživu byl ponechán pouze nejstarší obyvatel vesnice pan Jaroslav Dokoupil, aby dosvědčil, že se jedná o pomstu za spolupráci s partyzány. Tato milost byla ale krutě vykoupena. Musel se totiž dívat na všechna zvěrstva, která esesáci konali. Esesáci vyhnali ženy a děti k potoku za vesnicí směrem k Střemeníčku. Před druhou hodinou odpoledne byla vražedná akce skončena a jednotka SS se vrátila na hrad Bouzov. Po odchodu jednotky šel pan Dokoupil za ženami a dětmi, se kterými se vrátil do vesnice. Pak už byl slyšet jenom nářek. Mrtvoly zastřelených byly postupně nalézány v obci i mimo obec. Vždy po skupinkách, které esesáci shromáždili z okolních domů a pak postříleli. Těla mrtvých další den shromáždili ve vypáleném hotelu pana Adolfa Pospíšila. Mezi mrtvými byl ironií osudu i pan František Linet z Ješova, který ten den přijel do Javoříčka pro dřevo. Nejstaršímu zastřelenému panu Karlu Zajoncovi bylo 75 let, nejmladšímu Josefu Vlčkovi ml. pouhých 15 let. Němci mnohdy vystříleli muže z celé rodiny. Mrtví byli pohřbeni až 7. května.
Na obnovu vypálené obce například přispěl 45 000 korunami i protinacistický odbojář a zápasník Gustav Frištenský. Od roku 1955 je zde zřízeno pietní místo Památník obětí druhé světové války vzpomínající na tuto událost.

## Obyvatelstvo

### Struktura
Vývoj počtu obyvatel za celou obec i za její jednotlivé části uvádí tabulka níže, ve které se zobrazuje i příslušnost jednotlivých částí k obci či následné odtržení.
| Místní části   | Místní části   | 1869 | 1880 | 1890 | 1900 | 1910 | 1921 | 1930 | 1950 | 1961 | 1970 | 1980 | 1991 | 2001 | 2011 |
| -------------- | -------------- | ---- | ---- | ---- | ---- | ---- | ---- | ---- | ---- | ---- | ---- | ---- | ---- | ---- | ---- |
| Počet obyvatel | část Javoříčko | 172  | 172  | 183  | 196  | 163  | 149  | 174  | 12   | 67   | 71   | 75   | 60   | 52   | 40   |
| Počet domů     | část Javoříčko | 19   | 22   | 25   | 25   | 25   | 28   | 30   | 3    | -    | 15   | 14   | 14   | 15   | 14   |

## Fotogalerie

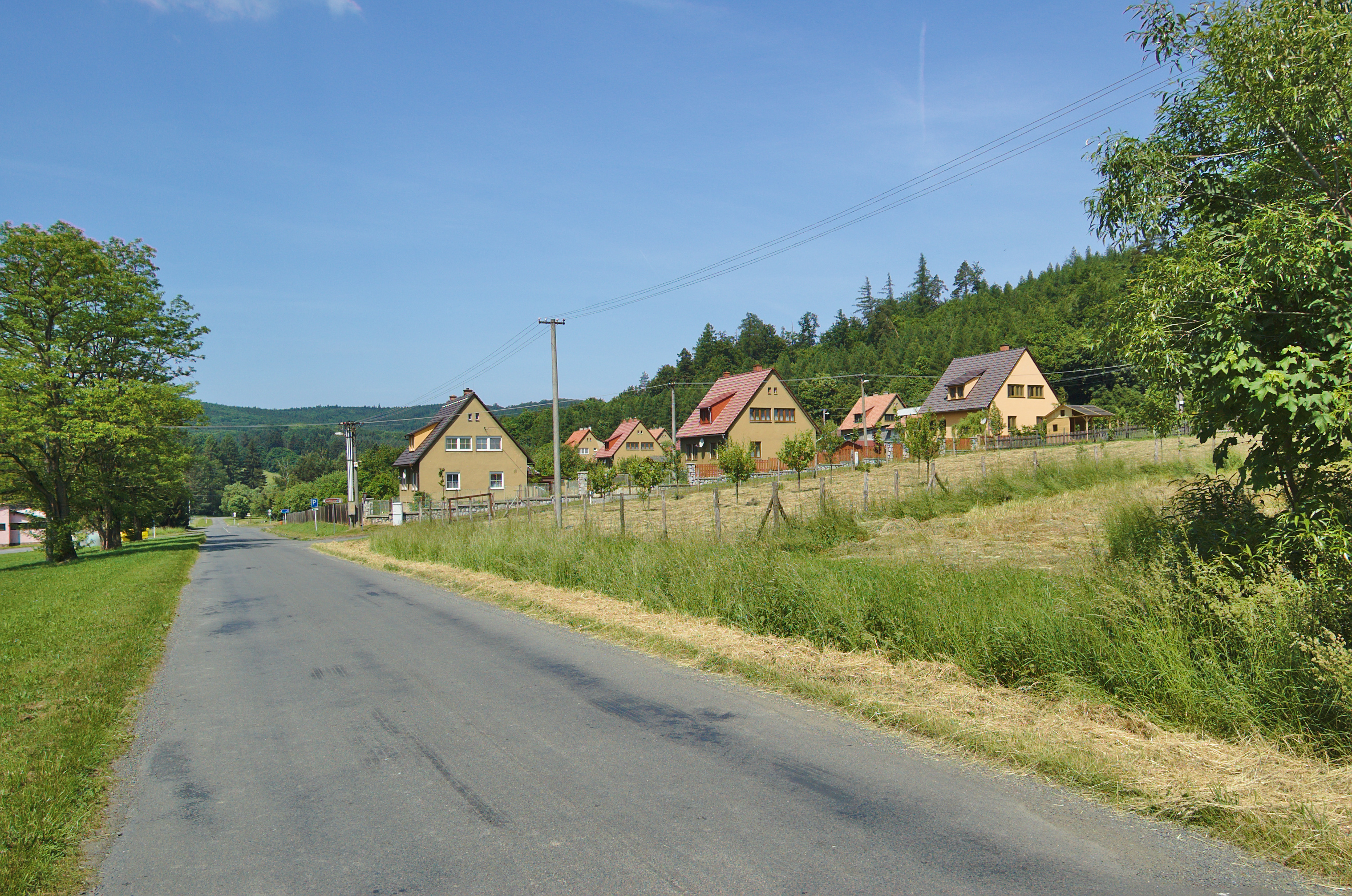
Obec od východu
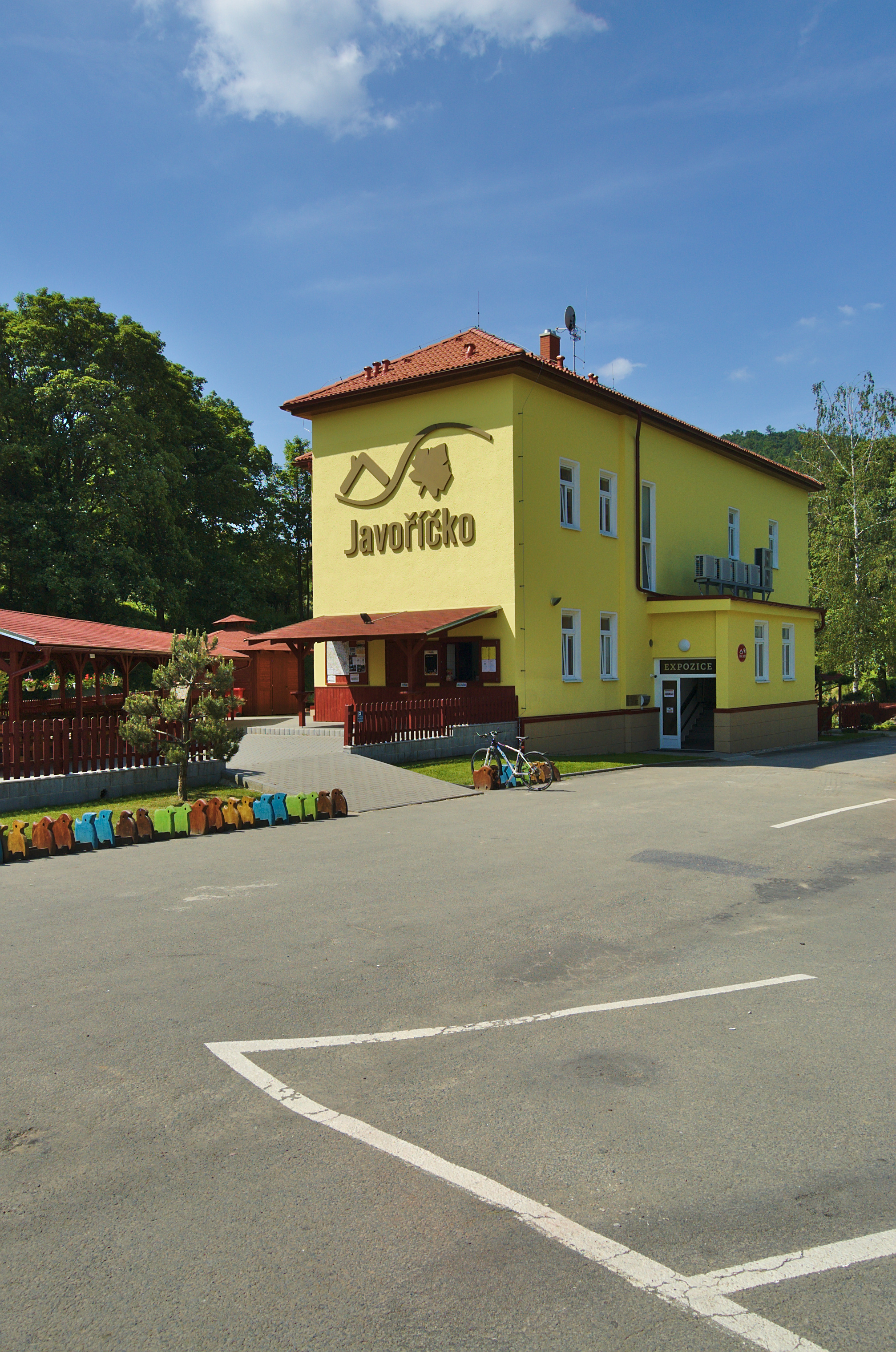
Bývalá škola, dnes muzeum
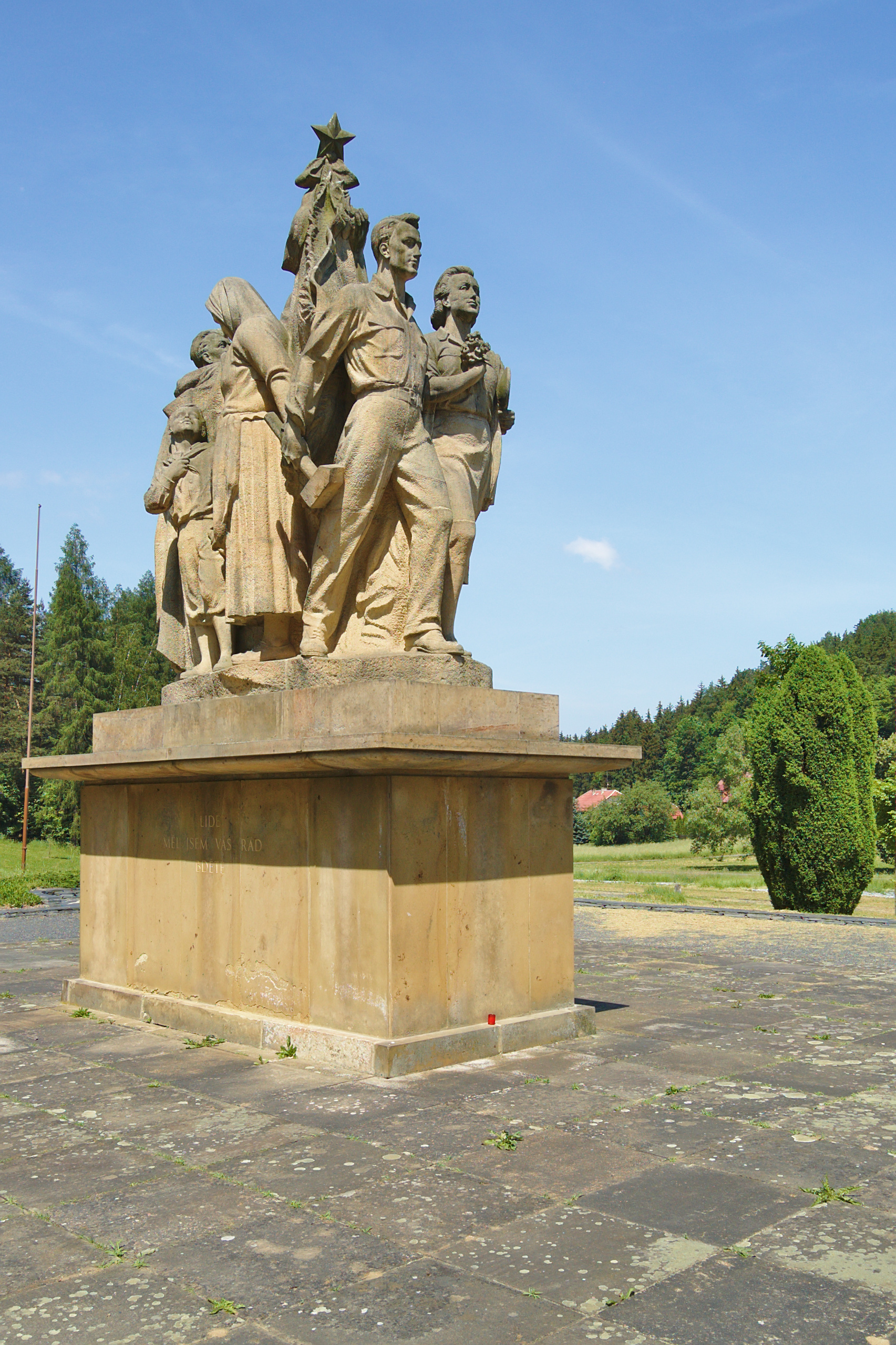
Památník obětem druhé světové války
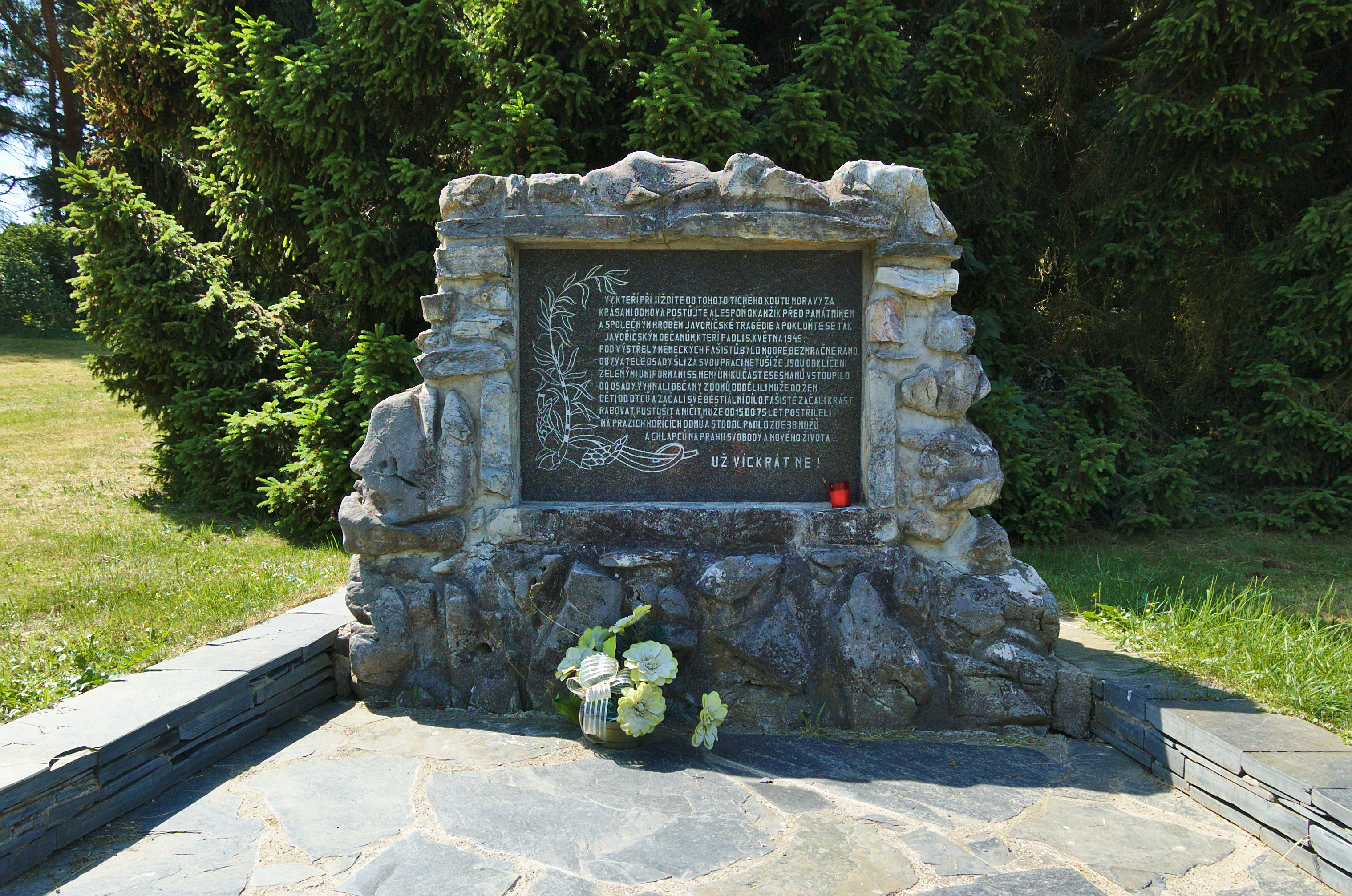
Památník obětem druhé světové války
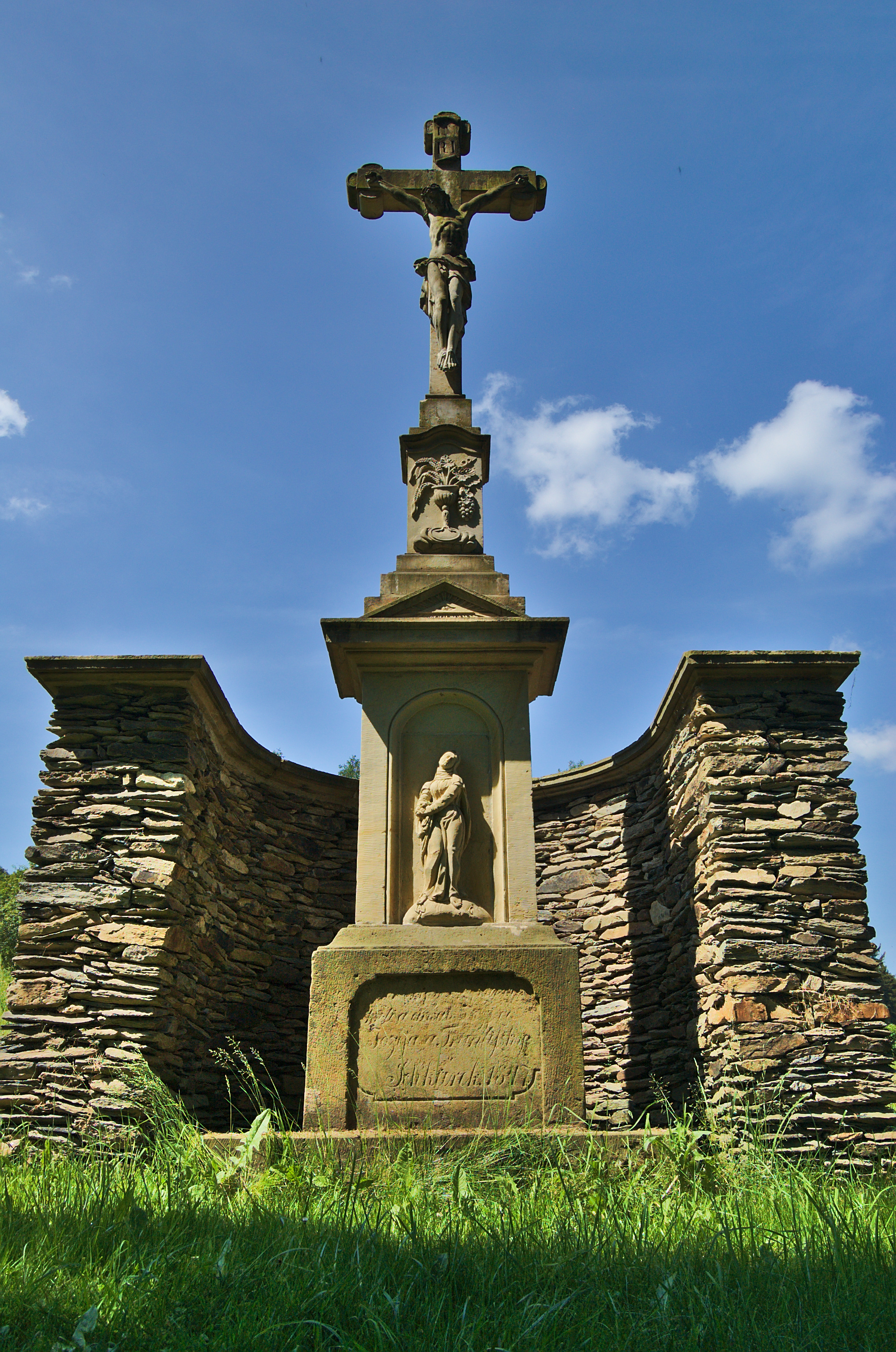
Kříž v obci
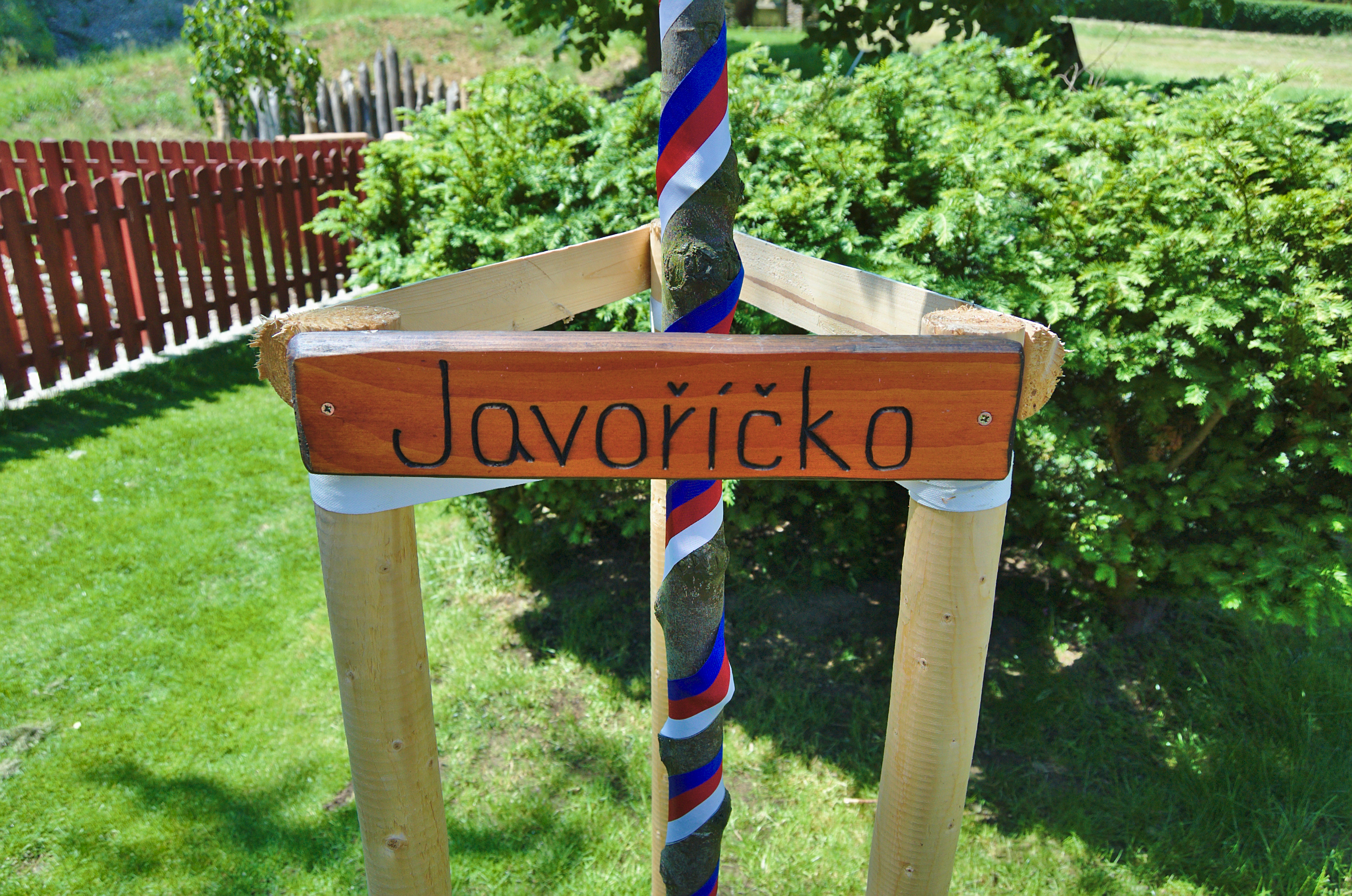
Památný strom vysazený na počest vypálených obcí
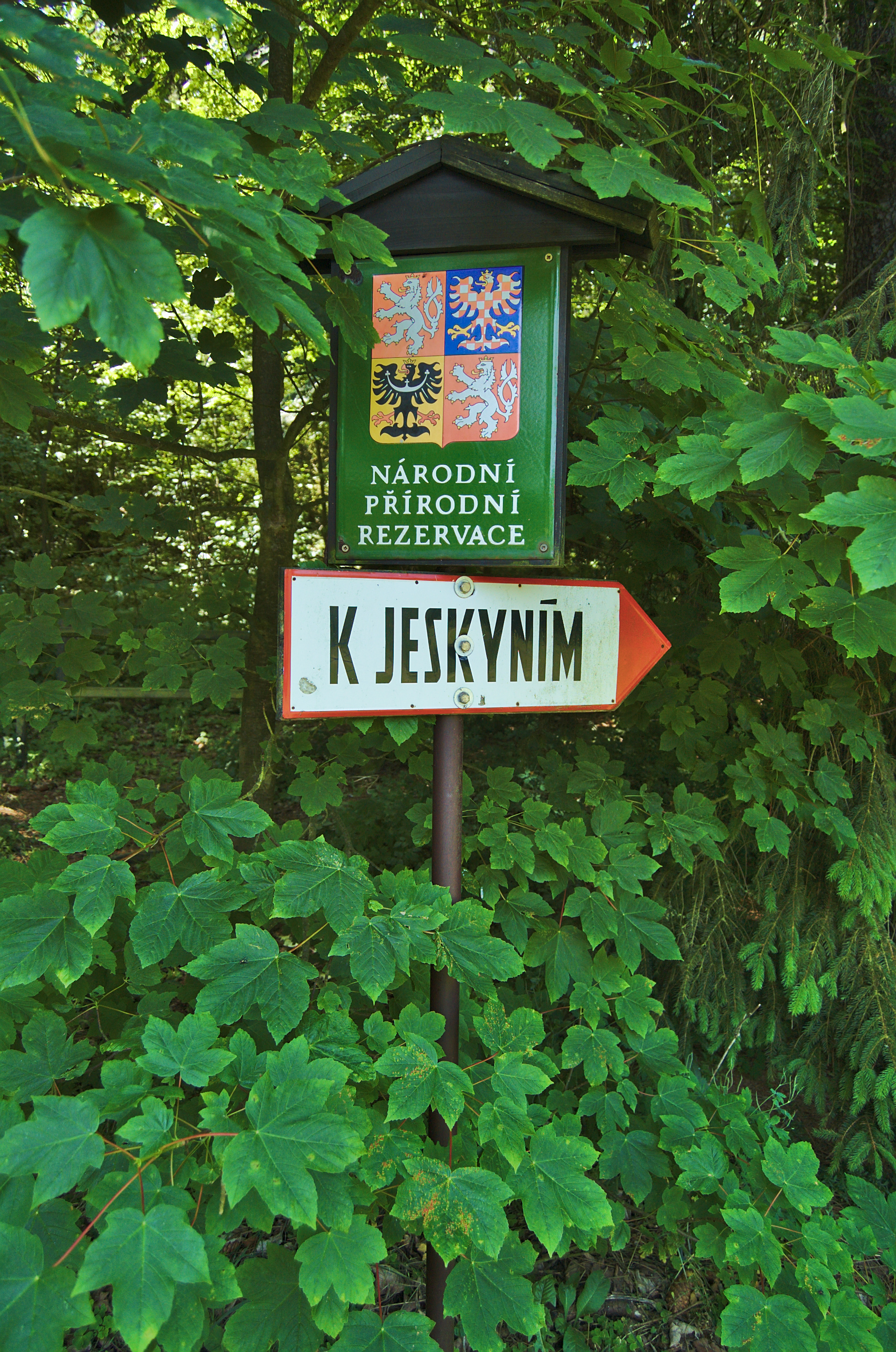
Národní přírodní rezervace Špraněk